# 아니만타륵스

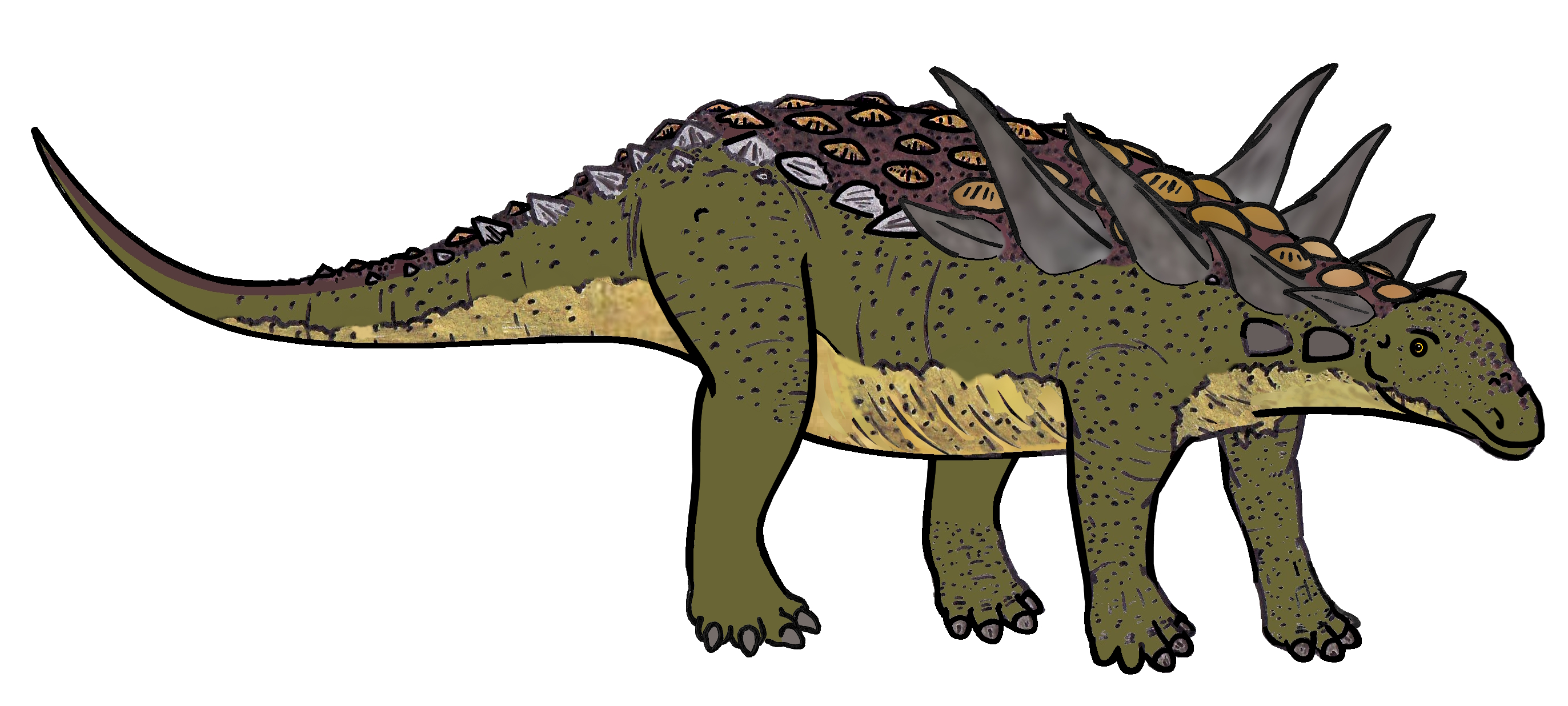

아니만타륵스(Animantarx)는 잘 알려지지 않은 곡룡하목의 초식공룡이다.